# Porte Guillaume-Lion
La porte Guillaume-Lion est une porte située à Rouen, dans le département de Seine-Maritime et la région Normandie, en France. Elle se trouve sur le quai de Paris, entre la rue des Arpents et la rue des Maillots-Sarrazin .

## Historique
La porte a été édifiée en 1749, en remplacement d'une autre plus ancienne. Ses sculptures sont l'œuvre du sculpteur Claude Le Prince s'inspirant du style Louis XV en vogue au milieu du XVIIIe siècle. Elle est le seul vestige des portes qui, autrefois situées aux limites de la ville, en fermaient l'accès.
Elle porte le nom d'un Rouennais qui possédait, il y a cinq ou six siècles, une tour dans les parages. 
La première porte dont on ait trace fut construite en 1454 plus près de la Seine ; ces portes-là ouvraient l'enceinte de la cité sur le fleuve, jouant un rôle défensif.
La porte fut menacée de démolition par délibération municipale; elle survécut au XIXe siècle.
Elle est la seule survivante des dix-huit portes de l'ancienne enceinte. Il ne faut cependant pas la confondre avec la tour fortifiée du XVe siècle qui servait de prison pour les démentes et les prostituées et qu'on appelait "la tour aux folles".
Lors de la destruction de l'enceinte médiévale, elle devient un objet de décor. La porte Guillaume-Lion, construite en pierre de taille est une architecture de prestige. Son fronton triangulaire s'inspire d'un temple grec. Ses côtés et son arche sont simples. Le décor est composé de médaillons, de fleurs sculptées et de rubans, suivant le style Louis XV.
En 1948, la porte se trouve encore au niveau du quai maritime. Elle a failli être supprimée lors du remblaiement pour la surélévation du quai routier. Elle est remontée dans l'alignement des immeubles reconstruits le long du quai et en perspective de la rue Molière. Elle clôt le square Guillaume-Lion.
La porte, la fontaine et les vestiges de l'ancienne église des Augustins adjacents sont classés au titre des monuments historiques depuis 1958.

## Pour approfondir